# 3 iunie
ianuarie • februarie • martie  • aprilie  • mai  • iunie  • iulie  • august  • septembrie  • octombrie  • noiembrie  • decembrie
3 iunie este a 154-a zi a calendarului gregorian și ziua a 155-a în anii bisecți. Mai sunt 211 zile până la sfârșitul anului.

## Evenimente
- 1267: Prima mențiune documentară a orașului Mediaș.
- 1326: Se  încheie tratatul privind delimitarea graniței dintre Novgorod și Norvegia, în zona denumită Finmark (partea de nord a Norvegiei).
- 1428: Dan al II-lea, domnul Valahiei, participă la lupta de la Golubăț împotriva otomanilor, alături de regele Ungariei, Sigismund de Luxemburg
- 1922: Ion Vinea editează, la București, revista avangardista Contemporanul, care promova sincronizarea literaturii naționale cu cea mondială.
- 1950: Prima ascensiune a vârfului Annapurna, al 10-lea vârf ca înălțime din lume, de către o expediție franceză.
- 1989: Guvernul chinez trimite forțe de securitate să evacueaze protestatarii din Piața Tiananmen, omorând sute dintre ei.
- 1991: A erupt vulcanul Mount Unzen din sudul Japoniei; valul de fum și lavă a omorât 43 de oameni, toți cercetători sau jurnaliști.
- 1998: ICE-ul Wilhelm Conrad Röntgen deraiaza la Eschede, accident feroviar la care mor 101 de oameni.
- 2002: S-a desfășurat, la Cluj, în perioada 3-9 iunie, prima ediție a Festivalului Internațional de Film Transilvania, primul festival din România destinat exclusiv lung-metrajelor.
- 2006: Muntenegru redevine stat independent, proclamându-și în mod oficial separarea de uniunea statală Serbia și Muntenegru.
- 2007: Craiova se inaugurează piața socio-umana din centrul civic al orașului, în mijlocul căreia se află prima fântână muzicală din România, și una din puținele din întreaga lume.
- 2009: A doua tentativă de alegere a președintelui Republicii Moldova a eșuat.

## Nașteri
- 1540: Carol al II-lea, arhiduce de Austria (d. 1590)
- 1743: Wilhelm I, Elector de Hesse (d. 1821)
- 1761: Henry Shrapnel⁠(en)[traduceți], inventatorul schijei (d. 1842)
- 1808: Jefferson Davis, politician american, președinte al Statelor Confederate ale Americii (d. 1889)
- 1822: Maria Adelaide de Austria, prima soție a lui Victor Emanuel al II-lea al Italiei (d. 1855)
- 1841: Eduard Caudella, compozitor român (d. 1924)
- 1843: Frederick al VIII-lea al Danemarcei, rege (d. 1912)
- 1865: George al V-lea al Marii Britanii, rege (d. 1936)
- 1869: Baudouin al Belgiei, fiul cel mare al Prințul Filip, Conte de Flandra  (d. 1891)
- 1877: Raoul Dufy, artist francez (d. 1953)
- 1895: Fortunát Boros, călugăr franciscan, deținut politic (d. 1953)
- 1906: Josephine Baker, cântăreață americană (d. 1975)
- 1915: Constantin Năstase, general român (d. 2023)
- 1920: Paulette Goddard, actriță americană (d. 1990)
- 1925: Tony Curtis, actor american (d. 2010)
- 1926: Allen Ginsberg, poet american (d. 1997)
- 1934: Andi Andrieș, dramaturg român (d. 2010)
- 1944: Florina Ruxandra Jipa, politician român
- 1947: Mickey Finn, muzician britanic (d. 2003)
- 1950: Suzi Quatro, cântăreață americană de rock
- 1951: Jill Biden, profesoară americană, Prima Doamnă a Statelor unite (din 2021)
- 1953: Patrick Blanc, botanist francez
- 1972: Aurelian Temișan, interpret român de muzică ușoară
- 1980: Tamim bin Hamad Al Thani, emir al Qatarului
- 1986: Rafael Nadal, jucător spaniol de tenis
- 1992: Mario Götze, fotbalist german

## Decese
- 1837: Marc Dax, neurolog francez (n. 1771)
- 1844: Louis-Antoine, Duce de Angoulême, ultimul Delfin al Franței (n. 1775)
- 1875: Georges Bizet, compozitor francez (n. 1838)
- 1880: Țarina Maria Alexandrovna a Rusiei, soția Țarului Alexandru al II-lea (n. 1824)
- 1899: Johann Strauss II, compozitor austriac (n. 1825)
- 1922: Duiliu Zamfirescu, scriitor român (n. 1858)
- 1924: Franz Kafka, scriitor ceh de limbă germană (n. 1883)
- 1934: Paul Burman, pictor estonian (n. 1888)
- 1963: Papa Ioan al XXIII-lea (n. 1881)
- 1964: Frans Eemil Sillanpää, scriitor finlandez, laureat al Premiului Nobel (n. 1888)
- 1977: Theodor Burghele, medic român (n. 1905)
- 1977: Roberto Rossellini, regizor italian (n. 1906)
- 1989: Ayatollahul Ruhollah Khomeini, întemeietorul și liderul spiritual al Republicii Islamice Iran (n. 1902)
- 2001: Anthony Quinn, actor american (n. 1915)
- 2009: David Carradine, actor american (n. 1936)
- 2010: Vladimir Arnold, matematician rus (n. 1937)
- 2016: Cassius Clay, boxer american (n. 1942)
- 2019: Agustina Bessa-Luís, scriitoare portugheză (n. 1922)
- 2025: Acsinte Gaspar, jurist român (n. 1937)

## Sărbători
- Sf. Mucenici Luchilian, Ipatie, Pavel, Dionisie și Claudie; Sf. Mc. Paula (calendar ortodox)